# Alt-Greschendorf
Alt-Greschendorf ist ein Ortsteil der Gemeinde Roggenstorf im Landkreis Nordwestmecklenburg in Mecklenburg-Vorpommern.

## Geografie und Verkehrsanbindung
Alt-Greschendorf liegt südlich des Kernortes Roggenstorf. Unweit westlich fließt die Trammer Beek. Südlich verläuft die B 105.
Nordöstlich des Ortes erstreckt sich das 33 ha große Naturschutzgebiet Pohnstorfer Moor und südöstlich das 111 ha große Naturschutzgebiet Moorer Busch.

## Sehenswürdigkeiten
In der Liste der Baudenkmale in Roggenstorf ist für Alt-Greschendorf ein Wohnhaus (Dorfstraße 2) als einziges Baudenkmal aufgeführt.